# Johannes Jisse Duistermaat

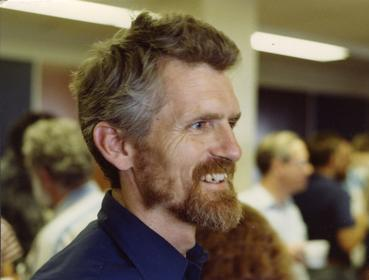
Hans Duistermaat

Johannes „Hans“ Jisse Duistermaat (* 20. Dezember 1942 in Utrecht; † 19. März 2010 ebenda) war ein niederländischer Mathematiker.

## Leben
Duistermaat studierte ab 1959 an der Universität Utrecht, wo er 1968 bei Hans Freudenthal promoviert wurde (Energy and entropy as real morphisms for addition and order). 1969/70 lernte er als Post-Doktorand an der Universität Lund bei Lars Hörmander. Ab 1971 war er an der Universität Nijmegen, wo er ab 1972 Professor war. Ab 1974 war er als Nachfolger von Freudenthal Professor für Mathematik an der Universität Utrecht. Zuletzt war er dort ab 2004 Akademie-Professor. Er starb unerwartet an einer Komplikation einer Lungenentzündung.
Duistermaat befasste sich mit Analysis, zum Beispiel Fourierintegraloperatoren (mit Lars Hörmander) mit Anwendungen auf klassische Mechanik und diskrete integrable Systeme, Spektren elliptischer Operatoren (mit Victor Guillemin), symplektischer Differentialgeometrie (äquivariante Kohomologie und Duistermaat-Heckman-Formel für die stationäre Phase, mit Gert Heckman), algebraischer Geometrie, harmonischer Analysis auf halbeinfachen Lie-Gruppen, Singularitäten von Abbildungen.
Duistermaat war ab 1982 Mitglied der Königlich-Niederländischen Akademie der Wissenschaften (KNAW) und Ritter vom Orden vom Niederländischen Löwen. 1993 wurde er zum Mitglied der Academia Europaea gewählt. Er hatte eine Akademieprofessur der KNAW.
Zu seinen 23 Doktoranden zählen Johan Kolk, Michael Ruzhansky und Hendrik Broer. Duistermaat war ein passionierter Schachspieler.

## Schriften
- mit Johan A. C. Kolk: Lie groups, Springer, Universitext, 2000
- mit Johan Kolk: Distributions- theory and applications, Springer 2010
- mit Johan Kolk: Multidimensional real analysis 1,2, Cambridge University Press 2004
- Fourier Integral Operators, Birkhäuser 1995
- The heat kernel Lefschetz fixed point formula for the Spin-C-Diracoperator, Birkhäuser 1996
- mit Victor Guillemin, Lars Hörmander: Fourier Integral Operators - Selected classical articles by Guillemin, Duistermaat, Hörmander, Springer 1994 (Reihe Mathematics past and present, Herausgeber Victor Guillemin, Jochen Brüning)
- Discrete integrable systems: QRT[5] Maps and Elliptic surfaces, Springer 2010
- mit Richard Cushman, Jedrzej Sniatycki: Geometry of nonholonomically constrained systems, World Scientific 2010